# Hatim at-Tai
Hatim at-Tai eller Hatim al-Tai, var en arabisk riddare och poet på 500-talet e. Kr.
Hatim at-Tai har av legenden utmålats som typen för den arabiske ädlingen. Hans frikostighet har blivit ett ordspråk, a'djwad min Hātim, "Frikostigare än Hatim".